# Diran
Diran és una muntanya que s'alça fins als 7.266 msnm i es troba a les muntanyes Rakaposhi-Haramosh, una secció de la gran serralada del Karakoram, al Pakistan. Està situada uns 15 quilòmetres a l'est del Rakaposhi (7.788 m)

## Ascensions
La primera ascensió al cim va tenir lloc el 1968 pels austríacs Rainer Goeschl, Rudolph Pischinger i Hanns Schell. Abans d'aquest èxit hi havia hagut quatre intents infructuosos de fer el cim, el primer d'ells el 1959 per una expedició alemanya.
La segona ascensió acabà en tragèdia. Els espanyols Arturo Romero, Enrique Temprano, Ramón Jaúdenes i Pedro Nicolás van fer cim l'11 de juliol de 1979. En el descens Romero, Temprano i Jaúdenes van parar a fer nit al camp II, on es van veure afectats per un gran allau que el destruí completament. Tots tres van morir.